# StEG II 608–618
A StEG II 608–618 egy C tengelyelrendezésű szertartályosgőzmozdony-sorozat volt az Osztrák-Magyar Államvasút Társaságnál (németül:Staats-Eisenbahn-Gesellschaft, röviden:StEG. 1879 és 1891 között gyártotta a Lokomotivfabrik der StEG. Összesen 45 db épült a sorozatból.

## Története
Az StEG 1879 és 1881 között 11 db szertartályos mozdonyt szerzett be (608-618), melyeket a  IVc” osztályba soroztak. Kisebb módosítású változatából (IVc osztály) 34 darabot (460-493) állított szolgálatba 1882-től 1891-ig. 1897-től az első változatot 300, a másodikat 310 és 320 sorozatba sorolták. A magyar pályarészek államosítása után a MÁV a StEG pályaszámokat saját számozásra cserélte, a mozdonyokat a XIIg. osztályba sorolták, s az 5621-28 (később 6621-28), valamint XIId. osztály 5581-97 (később 6581-97) pályaszámokkal látták el őket. 1911-től a 380 és a 382-es sorozatba tartoztak. Az összes mozdony amely a sorozatból a császári és királyi Osztrák Államvasutaknál maradt 195.05-20 sorozatba lett sorolva.

## Az I. világháború után
1918 után 13 mozdony amit a ČSD-nek ítéltek 300.4 srorozatszámot kapott, a BBÖ-nél egy mozdony maradt, 1926-ban selejtezték. A ČSD 300.4 sorozatú mozdonyok közül az utolsó 1938-ig maradt szolgálatban.
A mozdonyokból Magyarországon is maradt üzemben az I. világháború után. A MÁV a 382 sorozat még meglévő néhány mozdonyát  a 382.010 kivételével selejtezte, illetve eladta. A 380-as sorozatból viszont csupán a 380.004-es maradt magyar tulajdonba, melyet 1923-ban selejteztek.
A 382.007-est 1913-ban eladták a Budapesti  Szemétvasútnak ahol 1958-ig szolgált. Ezután 1959-ig a BHÉV-nél, majd a kaposvári cukorgyárnál üzemelt.
Ma a Budapesti Vasúttörténeti Parkban van kiállítva.
| Műszaki adatok                     | Műszaki adatok         | Műszaki adatok         | Műszaki adatok         | Műszaki adatok         |
| ---------------------------------- | ---------------------- | ---------------------- | ---------------------- | ---------------------- |
| Pályaszám:                         | StEG 30001–02          | StEG 30003             | StEG 310               | StEG 320               |
|                                    | 195.01–02              | 195.03                 | 195.04–13              | 195.14–20              |
|                                    | MÁV 6621–28            | MÁV 6621–28            | MÁV 380 / 382          | MÁV 380 / 382          |
| Gyártásban:                        | 1879–1880              | 1881                   | 1882–1883              | 1883–1891              |
| Selejtezés:                        | 1926 (BBÖ), 1938 (ČSD) | 1926 (BBÖ), 1938 (ČSD) | 1926 (BBÖ), 1938 (ČSD) | 1926 (BBÖ), 1938 (ČSD) |
| Jelleg:                            | C n2t                  | C n2t                  | C n2t                  | C n2t                  |
| Hengerátmérő:                      | 300 mm                 | 300 mm                 | 320 mm                 | 370 mm                 |
| Dugattyúlöket:                     | 460 mm                 | 460 mm                 | 460 mm                 | 460 mm                 |
| Hajtókerék-átmérő:                 | 1 100 mm               | 1 100 mm               | 1 100 mm               | 1 100 mm               |
| Kapcsolt kerekek tengelytávolsága: | 2 600 mm               | 2 600 mm               | 2 600 mm               | 2 600 mm               |
| Össztengelytávolság:               | 2.600 mm               | 2.600 mm               | 2.600 mm               | 2.600 mm               |
| Tűzcsövek száma:                   | 97                     | 97                     | 97                     | 97                     |
| Csőfűtőfelület:                    | 51,6 m²                | 51,6 m²                | 51,6 m²                | 51,6 m²                |
| Sugárzó fűtőfelület:               | 4,5 m²                 | 4,5 m²                 | 4,5 m²                 | 4,5 m²                 |
| Rostélyfelület:                    | 0,93 m²                | 0,93 m²                | 0,93 m²                | 0,93 m²                |
| Gőznyomás:                         | 10 at                  | 10 at                  | 10 at                  | 10 at                  |
| Üres tömeg:                        | 21,5 t                 | 21,9 t                 | 21,5 t                 | 22,2 t                 |
| Tapadási tömeg:                    | 25,2 t                 | 26,0 t                 | 25,7 t                 | 26,2 t                 |
| Szolgálati tömeg:                  | 27,1 t                 | 26,0 t                 | 25,7 t                 | 26,2 t                 |
| Legnagyobb sebesség:               | 35 km/h                | 35 km/h                | 35 km/h                | 35 km/h                |

## Fordítás
Ez a szócikk részben vagy egészben  a   StEG 608-618 című német Wikipédia-szócikk fordításán alapul.  Az eredeti cikk szerkesztőit annak laptörténete sorolja fel. Ez a jelzés csupán a megfogalmazás eredetét és a szerzői jogokat jelzi, nem szolgál a cikkben szereplő információk forrásmegjelöléseként.